# Wolfgang Löhr
Wolfgang Löhr (* 5. Oktober 1968 in Leverkusen) ist ein deutscher Musiker, Verleger und Autor.

## Leben
Löhr schrieb Liedertexte in Kölner Mundart, teilweise als Co-Autor unter anderem für King Size Dick, Funky Marys, Zeltinger, Willibert Pauels, Thomas Cüpper, Die Flöckchen, Zwei Hillije.
Er schreibt kölsche Anekdoten, die beispielsweise von Gerd Köster vorgelesen werden.

## Werdegang
Löhr gründete 1991 den Dabbelju-Music-Verlag.
Ab 1989 war er Mitglied in der Band BlauMänner, die sich 1998 auflöste. Zwischen 2001 und 2005 war er bei der Band Kleeblatt
Seit 2000 bildet er mit seinem Cousin Bernd Löhr das Krätzjer-Duo Zwei Hillije.